# Ladislav Bánesz
Bánesz László (publikációkban keresztneve: Ladislav; Szilice, 1932. január 22. – Nyitra, 2000. január 11.) magyar régész, a nyitrai Régészeti Intézet munkatársa, elsősorban a paleolitikum időszakával foglalkozott.

## Élete
Erdőmérnök családban született, apja korán meghalt. Fiatalkorát Rozsnyón töltötte - az iskolában Stollmann András volt a padtársa - ahol 1951-ben érettségizett.
1951-1956 között a Comenius Egyetemen tanult régészetet. Egy évet Prágában tanult. Előbb František Prošekkal dolgozott együtt. 1964-ben védte meg disszertációját. Kutatásaiban az aurignacien tagolását és helyi felismeréseit kutatta. Egyetemeken Nyitrán és Miskolcon adott elő.
Ásatott többek között Abaújszinán, Bárcán, Cékén, Kásón, Kenyhecen, Lándzsásötfalu-Szentandráson, Nagysároson és Tibán. Elsősorban Kelet-Szlovákia fiatalabb paleolitikumával foglalkozott.
1968-tól tagja volt a római Instituto di Paleontologia Umananak, 1970-től a National Geographic Societynek és 1976-tól elnöke volt a Nemzetközi Prehisztorikus és Protohisztorikus Unió 10. komissziójának, illetve az UISPP 8. komissziójának volt tagja.

## Művei
- 1956 Príspevok k osídleniu východného Slovenska v staršej dobe kamennej. (diplomamunka)
- 1956 Príspevok k poznaniu aurignacienu na východnom Slovensku. Študijné Zvesti 1, 1-33.
- 1958 Mladopaleolitické objekty v Seni I. Slov. Arch. VI, 5-20.
- 1959 Cejkov II-III – nové paleolitické stanice s obsidiánovou industriou. Arch. roz. XI, 769-780.
- 1959 Paleolitické stanice pri Kechneci. Slov. Arch. VII, 205-240.
- 1960 Die Problematik der paläolitischen Besiedlung in Tibava. Slov. Arch. VIII, 7-58.
- 1961 Zlomok hlinenej plastiky z paleolitickej stanice v Kašove. Arch. roz. XIII, 774-780.
- 1961 Paleolitický idol a vrstva s obsidiánovou industriou v sprašovom súvrství pri Cejkove. Arch. roz. XIII, 765-774.
- 1961 Niektoré otázky mladšieho paleolitu na východnom Slovensku. Památky Archeologické LII, 39-45.
- 1961 Prehľad paleolitu východného Slovenska. Slov. Arch. IX, 33-48.
- 1962 Nálezy drobnotvarej štiepanej industrie pod Vysokými Tatrami. Štud. Zvesti 10, 5-20.
- 1962 Górnopaleolityczne kultury w wewnętrznym luku wschodnich Beskidów. AAC IV, 77-90.
- 1963 Archeologický prieskum v údolí Slanej. Arch. roz. XV, 286-293.
- 1963 Archeologický prieskum na paleolitickej stanici pri Hrčeli. Arch. roz. XV, 269-277. (tsz. Stanislav Šiška)
- 1965 Údolie Torysy v staršej dobe kamennej. Nové obzory 7, 153-167.
- 1965 Dejiny Prešova I/2.
- 1968 Barca bei Košice – Paläolithische Fundstelle
- 1970 Nové paleolitické výskumy a nálezy na východnom Slovensku. Východoslovenský pravek 1
- 1985 Z prieskumov juhovýchodného Slovenska. AVANS 1984, 25.
- 1985 Archeologický prieskum v povodí Sikenice. AVANS 1984, 31. (tsz. Nevizánszky Gábor)
- 1986 Záchranný výskum neolitickej dielne v Kašove. AVANS 1985, 44-45.
- 1989 Őskori hármas sír feltárása Dolní Věstonicén. In: Tóth Károly (szerk.): Új Mindenes Gyűjtemény 8, 207-213.
- 1990 Mittelpaläolithische kleinförmige Industrie aus den Travertinfundstellen der Zips. Slov. Arch. 38/1, 45-88.
- 1991 Súčasná problematika paleolitu východného Slovenska a severovýchodnej časti Karpatskej kotliny. Hist. Carp. 21, 9-19.
- 1992 Storočnica výskumu paleolitu v Maďarsku. Slov. Arch. 40/2, 168-169.
- 1993 Beitrag zur Problematik des Kremsien. Slov. Arch. 41/2, 151-190.
- 1994 Človek a príroda. Slov. Kras 32, 259-268.
- 1996 Predmety umeleckého prejavu z paleolitickej stanice pri Cejkove a Kašove. Slov. Arch. 44/1, 7-24.
- 1998 Socio-historical and Palaeo-ecological Considerations of Aurignacian in Europe and Near East. Slov. Arch. 46, 1-30.
- 1999 Stratigraphic position of the Aurignacian. Slov. Arch. 47, 1-5.